# John McMichael
John McMichael, né le 9 janvier 1948 à Lisburn et mort assassiné le 22 décembre 1987 dans la même ville, est un loyaliste nord-irlandais ayant été devenu la personnalité la plus éminente et charismatique de l'Ulster Defence Association (UDA) en tant que Commandant adjoint et chef de la UDA South Belfast Brigade. Il fut également le commandant des Ulster Freedom Fighters, le nom de couverture de l'UDA, supervisant une campagne d'assassinat contre les personnalités républicaines éminentes dont les détails figuraient dans une 'liste de courses' tristement célèbre dérivée des documents des forces de sécurité divulgués. L'UDA utilisa le nom de l'UFF lorsqu'elle désirait plaider coupable pour les attaques, lui permettant ainsi de demeurer une organisation paramilitaire légale jusqu'en août 1992 lorsqu'elle fut proscrite par le gouvernement britannique. 
McMichael fut le chef de l'Ulster Democratic Party de 1981 jusqu'à son décès. Il a été tué par un véhicule piégé de l'Armée républicaine irlandaise provisoire.

## Biographie
John McMichael naît au sein d'une famille ouvrière le 9 janvier 1948 à Lisburn, dans le comté d'Antrim. Il est élevé dans l'Église d'Irlande. 
McMichael, ayant été le propriétaire ainsi que le directeur du pub "Admiral Benbow" à Lisburn, il se fit connaître de l'UDA dans les années 1970 en devenant le commandant de la UDA South Belfast Brigade ainsi qu'un membre de son Conseil Intérieur, où il devint célèbre pour sa croyance en l'identité unique des protestants d'Ulster, ainsi que pour son talent d'organisateur et d'animateur. Il prit la direction de la South Belfast UDA à Sammy Murphy, ayant également dirigé l'unité de Sandy Row. Selon McDonald et Cusack, Murphy sembla avoir été commandant plutôt que général de brigade. Décrit comme le chef le plus "efficace et stratégique", en 1977, McMichael contribua à établir un think tank politique intitulé l'Ulster Political Research Group, et en devint son président,. Il contribua aussi à la composition d'un document intitulé Beyond the Religious Divide (Au-delà de la fracture religieuse), encourageant l'indépendance de l'Irlande du Nord ainsi qu'une Déclaration des Droits constitutionnelle-qui conviendrait aux nationalistes ainsi qu'aux unionistes-qui serait l'unique "espoir d'accomplir une Irlande du Nord unie". Il s'agissait de la première étape de l'UDA afin de cheminer, petit à petit, vers la politique. Il fut un défenseur des idées du pédiatre Ian Adamson, qui deviendra ensuite un homme politique unioniste, ayant auto-financé une série d'ouvrages et de brochures concernant les supposées origines anciennes des personnes d'Ulster en tant que groupe ethnique séparé du reste des Irlandais. 
En 1979, il émergea en tant que personnalité éminente au sein de l'UDA ainsi que membre important le plus charismatique de l'organisation. Selon le Belfast Telegraph, il rédigea une 'liste de courses' de cibles (la plupart étant des membres du Sinn Féin ainsi que d'autres groupes républicains) à éliminer. Les renseignements des individus avaient été fournis à l'UDA par des particuliers au sein des forces de sécurité ayant fait fuiter les renseignements. McMichael tria sa propre brigade sur le volet afin d'accomplir cette tâche et en 1980, un nombre de ces cibles furent abattues. La nouvelle unité de commando, connue en interne au sein de l'UDA sous le nom d'Ulster Defence Force, mena à bien quatre meurtres au cours de l'année 1979, dont trois d'entre eux figuraient sur la 'liste de courses'. McMichael porta ensuite son attention sur les membres des comités d'action relatifs sous les ordres du chef du Parti de l'indépendance irlandaise John Turnley ainsi que l'activiste du Parti socialiste républicain irlandais Miriam Daly, tous deux éminents au sein de ce groupe républicain de défense des droits des prisonniers, furent tués. Rodney McCormick, un membre moins éminent du Parti socialiste républicain irlandais, fut assassiné à Larne peu de temps après, avant que l'équipe de McMichael ne frappe à nouveau, éliminant le républicain irlandais Ronnie Bunting et son ami Noel Lyttle à la maison de Bunting situé à Turf Lodge, le 15 octobre 1980. 
Cependant, les attaques prirent fin en 1981, à la suite d'une embuscade du Régiment parachutiste après une tentative ratée de l'UFF sur la vie de l'ancienne députée Bernadette Devlin et de son époux, Michael McAliskey, chez eux, à Coalisland, dans le comté de Tyrone, au cours de laquelle l'unité de trois hommes fut capturée et mise en prison. Devlin McAliskey, ayant été blessée par balles neuf fois devant ses enfants, survécut, tout comme son mari. McMichael lui-même fut arrêté en avril 1981 dans le sillage d'une descente de la Police royale de l'Ulster au sein du quartier général de l'UDA. Il fut traduit en justice où il était supposé qu'accompagné de ses hommes, il avait organisé les fusillades de McAliskey. Dans son ouvrage SAS in Ireland, Raymond Murray affirma que les fusillades de McAliskey avait été prémédités dans une salle se situant au-dessus du pub de McMichael, le "Admiral Benbow". En fin de compte, les accusations portent sur l'implication de McMichael, ainsi que sa possession de renseignements classés secret sous la forme de détails concernant les activistes républicains qui lui ont été divulgués, ont été abandonnées avec des accusations similaires contre les membres arrêtés Sammy McCormick, John McClatchey, Eddie Martin et Bobby McDevitt. 
La 'liste de courses' de McMichael a été divulguée dans la presse peu de temps après la tentative d'assassinat ratée contre McAliskey, ayant apparemment été divulguée par ses opposants internes au sein de l'UDA. Michael Farrell a été nommé comme étant la prochaine cible, bien qu'il déménagea à Dublin avant que l'attaque n'eut lieu. L'Armée républicaine irlandaise répondit à ces révélations en tuant deux personnalités unionistes éminentes, à savoir James Stronge, ainsi que son père Norman Stronge. 
McMichael reviendra sur cette idée plus tard et, du milieu à la fin des années 1980, Michael Stone travaillera directement sous ses ordres en tant qu'homme armé solitaire chargé d'assassiner de supposés républicains.

## Politique électorale
McMichael soutint les idées du républicain Daniel Gerard Morrison au sujet de l'Armalite et la stratégie des urnes, et eut l'impression que l'UDA devrait elle aussi fonder un parti politique destiné à cette fin. Par conséquent, à la suite du meurtre de Robert Bradford, il se présenta en tant que candidat de l'Ulster Democratic Party lors des élections partielles de Belfast Sud de 1982, pour le siège de Bradford à Belfast Sud et mena la campagne de l'ULDP la plus médiatisée jamais vue, appelant à une stratégie à long terme d'une indépendance négociée de l'Irlande du Nord. Malgré les craintes des unionistes traditionnels que McMichael pourrait diviser leur vote, ce dernier ne récolta que 576 voix. L'incapacité de McMichael à faire des progrès dans le vote populaire a conduit l'UDA à abandonner largement la politique électorale en dehors de quelques incursions locales occasionnelles pendant plus d'une décennie. 
À la suite de l'échec de sa stratégie politique, McMichael retourna à son travail avec l'UDA et, à la suite de la signature de l'Anglo-Irish Agreement, il rédigea un autre document, s'intitulant Common Sense: Northern Ireland – An Agreed Process, exposant les grandes lignes des projets d'un futur pacte d'élite en Irlande du Nord. Sous les conseils de David Trimble, qui, à l'époque, était professeur de droit à l'Université Queen's de Belfast, le document a tenté d'établir un cadre juridique pour un système de partage du pouvoir sous loi britannique. L'article a bien été accueilli par certains politiques y compris le chef du Parti social-démocrate et travailliste John Hume ainsi que le Secrétaire d'État pour l'Irlande du Nord Tom King. 
McMichael et le commandant suprême de l'UDA, Andy Tyrie, mirent en place un groupe d'élite d'hommes soigneusement sélectionnés au sein de l'UDA ; cette unité, appelée « Ulster Defence Force » (UDF), fut formée dans le but de rendre l'organisation capable de faire face à toute situation « apocalyptique » (tel qu'une guerre civile), pouvant se produire en conséquence de l'Anglo-Irish Agreement. La devise du groupe était Sans Peur, et les hommes furent entraînés par d'anciens soldats britanniques. McMichael aurait également été accusé d'une campagne de bombardements de l'UDA / UFF devant être menée contre l'Irlande. Finalement, vaine fut la campagne envisagée. Les quatre bombes incendiaires placées dans le centre-ville de Dublin en novembre 1986 échouèrent à infliger beaucoup de dégâts. McMichael lui-même attribua l'échec au manque d'expertise en matière de bombardement au sein de l'UDA. 
McMichael siégea au comité exécutif des Ulster Clubs ainsi qu'à son comité de sécurité. En juin 1985, il ordonna au Chef du renseignement de l'UDA, Brian Nelson, de se rendre en Afrique du Sud dans le but d'enquêter sur la possibilité d'obtenir des armes en proposant un échange d'armes. Nelson, qui était un agent du renseignement militaire britannique recruté par la Force Research Unit, fit le voyage. Lorsqu'il revint de son voyage, il fit part de ses découvertes à McMichael, ayant déjà reçu les compte-rendus concernant l'attitude déplorable de Nelson en Afrique du Sud. 
Quatre ans plus tôt, McMichael espéra susciter le soutien des catholiques pour Beyond the Religious Divide, ayant déclaré
« Nous continuerons simplement ce que nous avions réalisé l'an passé. Il deviendra de plus en plus évident que l'UDA adopte une ligne très stable, que nous ne serions pas disposé à rentrer dans le rang des politiques sectaires. Cela prendra du temps. Les gens oublient que nous devons aussi vendre l'idée aux protestants. »
Paul Arthur, professeur de politique à l'Université d'Ulster, le qualifia de "penseur futé". Le journaliste britannique Peter Taylor, ayant rencontré McMichael, le décrivit comme ayant été "éloquent et robuste", et son fils, Gary, déclara à propos de son père :
« Je pense qu'il a été reconnu que mon père n'était pas un ange. Il fut le chef d'une organisation paramilitaire. Peut-être qu'il était allé là-bas, avait fait ça et avait acheté le t-shirt. Il était une personne respectée au sein de la communauté loyaliste et ses références sont extrêmement nombreuses. Les gens perçurent mon père comme quelqu'un prétendant que le loyalisme était de faire la guerre contre les militants républicains et n'en avait pas honte. Au même moment, il contribuait également à essayer de pousser non seulement le loyalisme mais tout le monde au-delà du conflit. »

## Assassinat
McMichael a été assassinée par une bombe attachée à sa voiture à l'extérieur de sa maison de Hilden Court, dans le domaine loyaliste de Hilden à Lisburn le 22 décembre 1987, peu de temps avant son quarantième anniversaire. Il livrait des dindes de Noël aux familles des détenus loyalistes. À 20 heures et 20 minutes, après avoir mis le contact de sa voiture et le véhicule a lentement reculé dans l'allée, l'interrupteur sensible au mouvement dans le mécanisme de détonation de la bombe piégée de 5 livres (2,3 kg) attaché à son dessous s'enclencha et la bombe explosa. McMichael perdit ses deux jambes lors de l'explosion et souffrit de graves blessures internes. Il fut transporté d'urgence au Lagan Valley Hospital mais mourut peu de temps après. 
Son fils de 18 ans, Gary, assistait à un concert des Stiff Little Fingers, ayant eu lieu au Ulster Hall de Belfast, lorsque la bombe explosa. Pendant le concert, on transféra un message au chanteur du groupe, Jake Burns, qui par la suite annonça que Gary McMichael devait téléphoner chez lui. McMichael avait initialement prévu d'emmener son fils de deux ans, Saul, avec lui afin de livrer les dindes, mais avait changé d'avis à la dernière minute. L'épouse de McMichael, Shirley ainsi que son fils furent chez eux au moment de l'explosion. Elle déclara plus tard lors de l'enquête concernant la mort de son mari que ce dernier avait quitté le foyer familial voilà deux semaines et qu'il devait revenir le jour où il fut tué. 
Dans les heures ayant précédé les funérailles de McMichael le lendemain de Noël 1987, l'UDA avait bouclé la ville de Dromore afin de permettre une salve de coups de feu tirés en l'air sur la place de la ville. 5 000 personnes assistèrent aux funérailles ; dont de nombreux politiques unionistes y compris Ian Paisley. Des représentants du Parti social-démocrate et travailliste modéré assistèrent également aux funérailles. Un grand nombre de membres de l'UDA portèrent leur uniforme de combat et défilèrent dans le cortège derrière le cercueil précédé de la Police royale de l'Ulster ainsi que d'un joueur de cornemuse. Les Apprentice Boys of Derry locaux formèrent une haie d'honneur avec certains portant des couronnes de l'UDA alors qu'ils escortaient le cercueil qui était drapé de drapeaux de l'UDA et de l'Ulster. Le commandant de l'UDA Andy Tyrie ainsi que le vice-président du Parti unioniste démocrate Peter Robinson furent les porteurs de cercueil. La famille désira qu'un groupe de flûtistes loyalistes dirige le cortège, mais la requête a été rejetée par la police. Les funérailles se tinrent à l'Église paroissiale de Lambeg. Lors du service funéraire, le Révérend chanoine R. H. Lowry fit l'éloge de McMichael, le qualifiant d'homme "grandement intelligent et abile, d'une grande bonté, et ayant œuvré pour la paix". Le Cardinal Tomás Ó Fiaich, archevêque d'Armagh et Primat de toute l'Irlande le décrivit comme ayant été "infatiguable, frais et constructif et prêt à franchir le fossé religieux afin de trouver une solution pour l'Irlande du Nord". McMichael a été enterré à Lisburn.
The People résuma sa mort comme ayant été un "coup aux espoirs de paix en Irlande du Nord à l'époque".

### Accusations
L'attaque a été revendiquée par l'Armée républicaine irlandaise provisoire, et menée à bien par une unité dirigée par Seán Savage, qui aurait été lui-même abattu par le Special Air Service à Gibraltar trois mois plus tard lors de l' "Opération Flavius". En ce temps-là, cependant, la Police royale de l'Ulster laissa entendre certains au sein de l'UDA auraient pu savoir que l'assassinat allait avoir lieu. L'UDA soutint le meurtre du racketteur et collecteur de fonds de l'UDA James Pratt Craig par les Ulster Freedom Fighters (UFF) en 1988, déclarant avoir été impliquée dans la préméditation du meurtre de McMichael. Selon l'auteur Martin Dillon, McMichael avait lancé une enquête sur les activités de racket de Craig, et Craig, craignant que McMichael ne mette un terme à sa lucrative opération de protection, a transmis des informations à l'Armée républicaine irlandaise ayant mené à l'exécution. 
Avant sa mort, McMichael avait son propre garde du corps personnel et changeait sa voiture tous les quinze jours. McMichael avait été averti que l'Armée républicaine irlandaise avait déjà tenté de le tuer une semaine seulement avant son assassinat. Le fils de McMichael, Gary, est persuadé de l'implication de Craig dans le meurtre de son père. Le général de brigade Tommy Lyttle est également suspecté, lui qui aurait aidé à le piéger sous les ordres des forces de sécurité après qu'il ait été dit que McMichael préparait de mener à bien une campagne de bombardements contre l'Irlande. L'ami proche et commandant en second de McMichael, Jackie McDonald, ayant été nommé chef de la South Belfast Brigade à la suite de sa mort, estima qu'il était possible que Lyttle aurait participé au meurtre, contrairement à Craig. Cependant, il ajouta que "Nous ne le saurons peut-être jamais". Plus tard, il émergea que Lyttle avait été un informateur de la Direction spéciale de la RUC. Lyttle, à son tour, rejeta la faute sur Craig.
En réponse à une quetion lui étant adressée lors d'une conférence de presse tenue à la suite de l'assassinat de McMichael, le commissaire en chef de la Police royale de l'Ulster, John Hermon, déclara :
« Le meurtre de John McMichael, qu'importe celui qui en est responsable, ou qu'importe celui l'ayant prémédité quel que soit l'auteur, cet acte visait à provoquer de graves troubles et perturbations et à éliminer une menace pour quiconque aurait pu en être l'auteur. Je ne voudrais pas aller plus loin. Mais réfléchissez bien à mes propos. »
Andy Tyrie ne fut point convaincu de l'implication de Craig dans le meurtre de McMichael ; en revanche, il rejeta la faute sur Christopher John Hanna, un gardien de la prison de Maze, ayant obtenu des renseignements concernant McMichael lorsque ce dernier rendit visite à certains détenus loyalistes et fournit ensuite à l'Armée républicaine irlandaise les informations recueillies par le biais de l'actrice catholique Rosena Brown dont Hanna (un protestant) aurait été amoureux. Brown était un agent de renseignement de l'Armée républicaine irlandaise. Selon Tyrie, Brown a été présenté à McMichael au "Admiral Benbow" ; McMichael fut prévenu qu'il était "surveillé". Tyrie lui-même a échappé de justesse à une tentative d'assassinat par une voiture piégée en mars 1988. Peu de temps après l'attaque ratée, Tyrie démissionna de son poste de commandant de l'UDA. Dans un entretien avec Peter Taylor, Tyrie expliqua la raison pour laquelle l'Armée républicaine irlandaise aurait assassiné McMichael :
« John a été assassiné puisqu'il était la meilleure personne que nous avions et que le Mouvement Républicain ne l'appréciait guère. Je n'avais personne d'aussi astucieux en politique que lui. Ils le détestaient également parce qu'il était écouté et qu'ils connaissaient la perte que nous encourrions lorsque John serait tué. »
Tyrie a déclaré qu'à une autre occasion, McMichael, avant d'être interviewé, s'entraînait à répondre à des questions probables devant un miroir.

### Héritage
Le fils aîné de McMichael, Gary, suivit les traces de son père en essayant de construire le Parti démocrate d'Ulster en tant qu' aile politique forte pour l'UDA, mais après l'effondrement du parti, il quitta la politique. 
Sa veuve, Shirley McMichael (née McDowell), est une membre du Forum For Victims and Survivors, un groupe ayant été fondé dans le but de guérir ceux ayant été victimes ou ayant perdu des êtres chers lors du Conflit nord-irlandais. Travailleuse d'engagement communautaire pour le Conseil de police d'Irlande du Nord, elle est adepte du néopaganisme ainsi que membre de la Police Pagan Association.
Le John McMichael Centre, une maison de quartier située dans la zone de Sandy Row de Belfast, est nommée en l'honneur de John McMichael. Son animateur principal est le chef sortant de l'UDA et successeur de McMichael, Jackie McDonald, qui pendant un certain temps fut l'un des gardes du corps de McMichael. Dans une interview de 2012, il rappela que McMichael avait été "un homme vraiment, vraiment puissant... avait une grande présence ainsi que de grandes idées - loin, loin devant son époque".
Dans le cadre d'une série d'événements commémorant le 25ème anniversaire de sa mort, un débat commémoratif à la mémoire de John McMichael eut lieu à Lisburn le 25 octobre 2012. Il fut animé par Jackie McDonald ainsi que l'Ulster Political Research Group. Des politiques unionistes ainsi que de hauts dirigeants républicains dont Danny Morrison furent nommés sur le panel d'invités. Parmi les sujets abordés figurait le document « Common Sense » de McMichael.